# Gigtforeningen
Gigtforeningen er en dansk patientforening med mere end 80.000 medlemmer og støtter. Patientforeningen blev grundlagt i 1936 og har som vision at sikre et bedre liv for de mere end 700.000 mennesker  med sygdomme og smerter i led, ryg og muskler. 
Gigtforeningen giver årligt flere millioner kroner til gigtforskning og uddeler også økonomisk støtte via legater til mennesker med gigt. Patientforeningen arbejder for bedre diagnosticering, behandling, opsporing og forebyggelse af gigtsygdomme i samarbejde med faglige selskaber og organisationer, og foreningen arbejder politisk for bedre vilkår f.eks. en national smertehandlingsplan, en hurtigere jobafklaring og fastholdelse på arbejdsmarkedet. 
Gigtforeningen er også kendt for at skabe ny viden og udgiver flere informationsmaterialer. Især medlemsmagasinet Ledsager og det digitale nyhedsbrev er meget læste, ligesom podcasten Klog på gigt  er populær. 
Lokalt er Gigtforeningen organiseret i 22 kredse og mere end 70 lokalgrupper, som bl.a. står for at arrangere spændende foredrag og hyggelige cafemøder. 
Patientforeningen ejer og driver Dansk Gigthospital og tre rehabiliteringscentre, Sano  i Skælskør, Middelfart og Aarhus.  I foreningens  rådgivning vejleder socialrådgivere, ergoterapeuter, sygeplejersker og andre faglige eksperter mennesker med gigt og symptomer på gigt samt pårørende. 
Gigtforeningen er medlem af Nordisk Reumaråd, European League Against Rheumatism, EULAR, og International League Against Rheumatism, ILAR.